# Stay the Night (James Blunt)
Stay the Night è un singolo del cantautore britannico James Blunt, pubblicato il 10 settembre 2010 come primo estratto dal terzo album in studio Some Kind of Trouble.

## Descrizione
Il brano, scritto da James Blunt, Ryan Tedder e Steve Robson, è stato pubblicato in Europa il 10 settembre 2010, mentre negli Stati Uniti il 25 ottobre successivo. La canzone racconta la magia di una notte tra amici su una spiaggia della California.
Il testo di Stay the Night contiene un riferimento al classico di Bob Marley Is This Love nei versi Just like the song on my radio said / We’ll share the shelter of my single bed. Marley è anche accreditato come co-autore del brano. La versione pubblicata nell'edizione statunitense dell'album è diversa dall'originale poiché presenta un'introduzione in dissolvenza e dura 3 minuti e 25 secondi.
Blunt ha interpretato il brano dal vivo per la prima volta durante il concerto di beneficenza Help for Heroes a Twickenham il 12 settembre 2010.

## Accoglienza
Il critico musicale Ryan Brockington del New York Post ha paragonato il brano di Blunt con le sonorità del gruppo Train.

## Video musicale
Il video musicale prodotto per Stay the Night, diretto da Ray Kay, è stato presentato in anteprima sul canale YouTube di James Blunt il 23 settembre 2010.

## Tracce
CD singolo
1. Stay the Night – 3:40
2. Goodbye My Lover (Live At The iTunes Festival, June 2010) – 4:36

Promo CD singolo
1. Stay the Night – 3:34
2. Stay the Night (Instrumental) – 3:34

Download digitale
1. Stay the Night – 3:34

CD singolo (Europa)
1. Stay the Night – 3:34
2. Stay the Night (Wideboys Remix) – 6:05

CD maxi singolo (Europa)
1. Stay the Night – 3:34
2. Stay the Night (Acoustic) – 3:33
3. Stay the Night (Fred Falke Remix) – 7:25
4. Stay the Night (Buzz Junkies Remix) – 4:52
5. Stay the Night (Video) – 3:48

## Successo commerciale
Il singolo è entrato nella top-ten di numerose classiche europee. In Italia il brano entra a far parte dei singoli più venduti direttamente alla posizione numero 4, salendo alla terza la settimana successiva e, dopo essere sceso nuovamente in quarta posizione, esce dalla top 10.

## Classifiche

### Classifiche settimanali
| Classifica (2010-11) | Posizione massima |
| -------------------- | ----------------- |
| Australia            | 10                |
| Austria              | 6                 |
| Belgio (Fiandre)     | 7                 |
| Belgio (Vallonia)    | 4                 |
| Canada               | 53                |
| Europa               | 8                 |
| Finlandia            | 19                |
| Francia              | 14                |
| Germania             | 4                 |
| Irlanda              | 28                |
| Italia               | 3                 |
| Nuova Zelanda        | 13                |
| Paesi Bassi          | 13                |
| Regno Unito          | 26                |
| Repubblica Ceca      | 50                |
| Russia               | 160               |
| Slovacchia           | 14                |
| Spagna               | 26                |
| Stati Uniti          | 94                |
| Stati Uniti (pop)    | 28                |
| Svezia               | 44                |
| Svizzera             | 1                 |

### Classifiche di fine anno
| Classifica (2010) | Posizione |
| ----------------- | --------- |
| Australia         | 88        |
| Belgio (Fiandre)  | 72        |
| Belgio (Vallonia) | 80        |
| Germania          | 56        |
| Italia            | 68        |
| Paesi Bassi       | 92        |
| Svizzera          | 53        |
| Classifica (2011) | Posizione |
| Spagna            | 17        |